# Campeonato Asiático de Hóquei em Patins de 2014
O Campeonato Asiático de Hóquei em Patins é uma competição de Hóquei em Patins com a participação das selecções do continente Asiático, que acontece de dois em dois anos. Esta competição é organizada pela CARS, Federação Asiática de Patinagem.
A 13ª edição do Campeonato Asiático de hóquei em patins disputou-se entre 24 e 28 de setembro em Haining, na China, com quatro equipas de seniores masculinos.

## 1ª Fase
| Time   | J | V | E | D | GP | GC | SG  | Pts |
| ------ | - | - | - | - | -- | -- | --- | --- |
| Macau  | 3 | 3 | 0 | 0 | 32 | 13 | +19 | 9   |
| Índia  | 3 | 1 | 1 | 1 | 23 | 24 | −1  | 4   |
| Taiwan | 3 | 1 | 0 | 2 | 21 | 34 | −13 | 3   |
| Japão  | 3 | 0 | 1 | 2 | 10 | 23 | −13 | 1   |

|        | MAC | IND  | TWN  | JPN  |
| ------ | --- | ---- | ---- | ---- |
| Macau  | –   | 12–3 | 12–2 | 8–0  |
| Índia  |     | –    | 16–8 | 4–4  |
| Taiwan |     |      | –    | 11–6 |
| Japão  |     |      |      | –    |

## Meias Final
| Taiwan | 12 | Índia | 9 |
| Macau  | 7  | Japão | 1 |
| ------ | -- | ----- | - |

## 3º/4º
| Japão | 5 | Índia | 1 |
| ----- | - | ----- | - |

## Final
| Macau | 13 | Taiwan | 3 |
| ----- | -- | ------ | - |

Golos de Macau: Hélder Ricardo(7), Alfredo Almeida(3) Alberto Lisboa e Augusto Ramos e Ricardo Atraca.

## Ligações Externas
- Hóquei Macau
- Tribuna de Macau
- Hoje Macau